# کوسم سلطان
کوسم سلطان (زاده ۱۵۸۹ یونان – مرگ ۳ سپتامبر ۱۶۵۱ استانبول) همچنین معروف به ماه‌پیکر سلطان همسر عقدی و خاصگی سلطان احمد یکم و والده سلطان و مادر مراد چهارم، ابراهیم یکم، همچنین نامادری عثمان دوم و مادربزرگ محمد چهارم بود یکی از چهره‌های مهم دوره سلطنت زنان بود. کوسم به مدت نه سال نایب‌السلطنه پسرش مراد چهارم و سپس به مدت سه سال نایب‌السلطنه نوه‌اش محمد چهارم شد، همچنین در چهار سال اول سلطنت پسر جوانش ابراهیم یکم ارکان دولت را رسماً دردست داشت، محبوبیت بیش از حد وی در نزد ینی‌چری‌ها و مردم استانبول از او چهره‌ای مشهور ساخت.

## اوایل زندگی
کوسم اصالتاً یونانی بود. گفته می‌شود که او دختر یک کشیش در جزیره تینوس بود که قبل از ازدواج آناستازیا بات نام داشت. البته این اطلاعات کاملاً موثق نیستند. او به عنوان برده توسط حکمران بوسنی خریداری شده و در سن چهارده سالگی به حرم‌سرای سلطان احمد اول فرستاده شد. بعد از گرایش به اسلام نام او را به ماه‌پیکر (به معنای اندامی مانند ماه) تغییر دادند. بعدها سلطان احمد او را کوسم نامید، که به معنای «رهبر گله» است.

## خاصگی سلطان
در ابتدای سلطنت احمد تغییراتی در اداره حرم‌سرای سلطان به‌وجود آمد. صفیه سلطان مادربزرگ قدرتمند و بانفوذ احمد که اداره حرم را به‌عهده داشت و شخصاً کل سیاست‌های دربار عثمانی را تعیین می‌کرد و متحدانی قدرتمند بر اداره کل امپراتوری عثمانی داشت از قدرت به همراه افراد جناح خود برکنار شد و در ۱۹ فوریه ۱۶۰۴ به کاخ قدیمی منتقل گردید. یک سال بعد در نوامبر سال ۱۶۰۵ خندان سلطان والده سلطان احمد و رئیس حرمسرا درگذشت. این موقعیت سبب شد که کوسم که یکی از بانوان خاص حرم بود در راس هرم قدرت اداره حرم قرار گیرد.
کوسم در طول دوره تصدی خود به عنوان خاصگی تلاش کرد تا برادر همسرش، مصطفی، را از اعدام در امان نگه دارد. نفوذ وی بر سلطان در سالهای بعد بسیار افزایش یافت و به یکی از مشاوران اصلی وی تبدیل شد. با این حال، او از درگیر شدن روزانه در امورهای جدی و سرنوشت ساز امپراتوری پرهیز می‌کرد زیرا سلطان نمی‌خواست همانند پدران خود تحت سایه همسرش قرار گیرد. کوسم همچنین بلندپروازانه توصیف شده‌است.
کوسم، به عنوان یکی از زنان خاص حرم‌سرای احمد یکم، وظیفه‌ای طولانی مدت به عنوان نگهبان شاهزاده‌ها در دربار داشت و به نظر می‌رسد که تغییرات قابل توجهی که در الگوی جانشینی تاج و تخت در زمان احمد به‌وجود آمد نتیجه تلاش‌های وی باشد. کوسم اهمیت منافع شخصی خود را دریافته بود به ویژه این که او دیگر به عنوان یکی از زنان خاص حرم نبود بلکه مادر شاهزاده‌ای بود که در انتظار تخت پادشاهی بود. به گفته سفیر ونیزی کوسم برای نجات مصطفی از کشته شدن به وسیله برادرش با این هدف که پسر خود را نیز از این سرنوشت نجات دهد با جدیت لابی کرده و تلاش کرد قوانین جانشینی را از پدر به پسر به برادر به برادر تغییر دهد که پسران خودش به نوبت بر تخت بنشیند. کوسم در زمان زندگی خود به‌عنوان خاصگی سلطان روزانه ۱۰۰۰ آپرس دریافت می‌کرد.
سفیر رومی گزارشی از ضرب و شتم یکی از زنان حرم‌سرا به‌دستور سلطان در سال ۱۶۱۲ را داده به این دلیل که ماه‌پیکر را رنجانده بود. احتمال دارد که این زن ماه‌فیروز سلطان همسر دیگر احمد و رقیب کوسم باشد. او همچنین تلاش کرد که مصطفی برادر شوهر خود را از اعدام نجات دهد و موانع سر راه ماه فیروز که مشغول لابی به نفع پسرش بود را از بین ببرد، او همچنین در اواخر سلطنت شوهرش احمد در سال ۱۶۱۶ به عقد سلطان درآمد و این نفوذ زیادی را در امور دربار که مرکز اداره همه امپراتوری بود به او داد.

## دوران تبعید
سلطان احمد مانند پدرش، محمد سوم و مادرش خندان سلطان در جوانی (۲۸ سالگی) در ۲۲ نوامبر ۱۶۱۷ درگذشت. مرگ او سبب شد کوسم سلطان موقعیتش را در کاخ توپ کاپی از دست داد و در زمان سلطنت برادر شوهرش مصطفی یکم و نا پسریش عثمان دوم در کاخ قدیمی زندگی کند. کوسم در این دوران روزانه ۱۰۰۰ آسپرس دریافت می‌کرد. در سال ۱۶۱۹ عثمان دیدار سه روزه‌ای از کاخ قدیمی داشت. کوسم سلطان ابراز علاقه خاصی به او نشان داد. او می‌خواست از نبود والده سلطان در حرم عثمان استفاده کرده و خود والده سلطان شود اما با اینکه عثمان در کودکی تحت آموزش کوسم بزرگ شده بود نقشه او نتیجه‌ای نداد.

## والده سلطان

### دوره اول
ماه‌پیکر، زمانی که پسرش مراد چهارم در تاریخ ۱۰ سپتامبر ۱۶۲۳ به سلطنت رسید دوباره قدرت را به دست آورد. پس از آن نه تنها لقب والده سلطان را به کوسم دادند بلکه به دلیل کم سن بودن پسرش به عنوان نایب السلطنه (حاکم موقت) نیز شناخته می‌شد. در طول زمامداری پسرش از ۱۰ سپتامبر ۱۶۲۳ تا ۱۰ می ۱۶۳۲ در بیشتر موارد زمامداری سلطان مراد چهارم او بود که با تسلط بر پسرش از طریق نام سلطان اساساً امپراتوری عثمانی را اداره می‌کرد. او حتی پس از سال ۱۶۳۲ زمانیکه که دیگر به عنوان نایب السلطنه پسرش متوقف شده بود و دیگر سمتی رسمی نداشت، همواره در جلسات دیوان (کابینه اداره دولت) از پشت پرده شرکت می‌کرد و هرگاه که از طرف مقامات دولت و فرماندهان ایالات‌ها دادخواست‌هایی، مکاتبه‌هایی و مخاطبانی به‌طور روزانه و پی‌درپی برای حل‌وفصل امورات فراوان مملکتی به سلطان می‌رفتند، او نیز بسیاری از مواقع در کنار پسرش حضور داشت. با اینکه مراد چهارم از سال ۱۶۳۲ رسماً حکومت را با اقتدار مطلق خود و دستی‌محکم اداره می‌کرد، اما کوسم همچنان بخشی از قدرت را به‌واسطه مشورت و کمک به مراد برای رفع مشکلات عظیم امپراتوری در اختیار داشت.

### دوره دوم
پسر دیگر کوسم به نام ابراهیم در ترس و وحشت از کشته شدن به دستور برادرش زندگی می‌کرد. زندگی ابراهیم تنها به دلیل وساطت مادرش حفظ شده بود. بعد از مرگ مراد، ابراهیم تنها وارث سلطنت بود. پس از درخواست وزیر اعظم کمانکش کارا مصطفی پاشا برای به دست گرفتن سلطنت، ابراهیم مشکوک شد که مبادا مرگ برادرش ساختگی بوده و راهی برای به تله انداختن او می‌باشد. با وساطت کوسم و وزیر اعظم و آزمایش شخصی وی از بدن برادر مرده‌اش او تصمیم گرفت که تاج و تخت را بپذیرد.
زمانیکه در سال ۱۶۴۰ ابراهیم یکم جانشین برادرش شد نشان داد که ثبات اخلاقی لازم برای اداره حکومت و اعمال قدرت را ندارد. این امر کوسم را در راس قدرت نگه داشت. از آنجایی که ابراهیم یکم تنها بازمانده مرد پادشاهی عثمانی بود، مادرش او را تشویق می‌کرد تا خود را با زنان زیبای حرم سرگرم نگه دارد. مشغولیت پادشاه به حرم‌سرا و بی‌توجهی به اداره امور روزمره حکومت به کوسم اجازه داد تا قدرت را به واسطه پسرش به‌دست گرفته و به نام پسرش حکمرانی کند، اما کوسم بتدریج نفوذ خودش را بر پسرش از دست داد و مورد بدگمانی سلطان قرار گرفت و مجبور به ترک کاخ امپراتوری شد و این اقدام قدرت و دخالت‌هایش در سیاست‌های حکومت در کاخ توپقاپی را گرفت.
رفتارهای ابراهیم یکم گمانه‌زنی‌هایی را برای خلع وی به راه انداخت. در سال ۱۶۴۷ وزیر اعظم صالح پاشا، کوسم سلطان و شیخ الاسلام عبدالرحیم افندی تلاش ناموفقی برای خلع ابراهیم و جانشینی پسر وی انجام دادند. صالح پاشا اعدام و کوسم از حرم تبعید شد. سال بعد جان‌نثاران و علما شورش کردند. در ۸ اوت ۱۶۴۸ ابراهیم از پادشاهی خلع، دستگیر و در کاخ توپکاپی زندانی شد. کوسم به برکناری پسرش رضایت داد. وزیر اعظم از شیخ الاسلام درخواست کرد که دستور اعدام سلطان ابراهیم را اعلام کند و اعلام شد که اگر دو خلیفه وجود داشت یکی را بکشید. کوسم رضایت خود را اعلام کرد و گفت اگر او زنده بماند نه شما و نه من را زنده نخواهد گذاشت و ما قدرت حکومت را از دست خواهیم دارد. تمام مملکت در فساد است. سپس ابراهیم در ۱۸ اوت ۱۶۴۸ اعدام شد.

### دوره سوم
سرانجام کوسم نوه ۶ ساله‌اش محمد چهارم را به دیوان معرفی کرد و گفت بیایید ببینید می‌خواهید با او چه کنید. بدین ترتیب کوسم خودش را به عنوان نایب السلطنه معرفی کرد و بین سالهای ۱۶۴۸ تا ۱۶۵۱ آزادانه فرمانروایی کرد. با پادشاهی محمد لقب والده سلطان (مادر سلطان) بایستی به مادر وی یعنی تورخان سلطان داده می‌شد. به هر حال تورخان به‌دلیل جوانی و بی تجربگی نادیده گرفته می‌شد و به جای وی کوسم به قدرت‌ها و مسئولیت‌های عالی سلطنتی دست یافت. کوسم مادر دو سلطان بود بنابراین تجربه بیشتری داشت.

## مرگ
تورخان سلطان، والده محمد چهارم یکی از افرادیست که در به قتل رسیدن کوسم سلطان دست داشت. وی در جدال خود با کوسم برای به‌دست آوردن عنوان والده سلطان، توسط خواجه‌ای که رئیس حرم بود و از طرف وزیر اعظم حمایت می‌شد درحالی‌که کوسم از حمایت جان‌نثاران دربار برخوردار بود. اگر چه مقام کوسم به‌عنوان والده سلطان برای دولت خوشایند بود اما مردم از دخالت جان‌نثاران در امور حکومت ناراضی بودند. در این جنگ قدرت کوسم تصمیم گرفت محمد را خلع و یکی دیگر از نوه‌های خود را جانشین او کند. این جابجایی بیشتر به دلیل کنار گذاشتن عروسش با کسی بود که بتواند راحت‌تر بر او تسلط داشته باشد. این نقشه به خاطر خیانت ملکی خاتون یکی از خدمتکاران کوسم سلطان و خبررسانی او به تورخان شکست خورد.
به هرحال کوسم سه سال بعد از نایب‌السلطنه شدن به قتل رسید و شایعاتی وجود دارد مبنی بر اینکه تورخان دستور قتل کوسم سلطان را صادر کرده‌است و برخی از منابع دیگر عنوان کرده‌اند که کوسم توسط خواجه مسئول حرم، سلیمان آغا، با استفاده از پرده‌های اتاق یا به وسیله موهای بلندش به قتل رسیده‌است. جسدش را از کاخ توپکاپی به قصر قدیمی منتقل کردند و در مقبره همسرش احمد اول در مسجد آبی دفن کردند. پس از مرگ او مردم استانبول سه روز عزای عمومی اعلام کردند. پس از این واقعه کوسم به والده شهید شهرت یافت.

## فرزندان
ماه‌پیکر سلطان هشت فرزند داشت و از بین پسرانش مراد چهارم و ابراهیم یکم به سلطنت رسیدند.
- شاهزاده محمد (۱۱ مارس ۱۶۰۵ استانبول – اعدام ۱۲ ژانویه ۱۶۲۱ استانبول در مقبره احمد یکم در مسجد آبی دفن شد) به فرمان عثمان دوم اعدام شد.
- عایشه سلطان (۱۶۰۶ استانبول – ۱۶۵۸ استانبول، در مقبره احمد یکم در مسجد آبی دفن شد) هفت بار ازدواج کرد.[۲۲]
- فاطمه سلطان (۱۶۰۷ استانبول – ۱۶۷۰ استانبول، در مقبره احمد یکم در مسجد آبی دفن شد) هفت بار ازدواج کرد.[۲۳]
- گوهرخان سلطان (۱۶۰۸ استانبول – ۱۶۶۲ استانبول، در مقبره احمد یکم در مسجد آبی دفن شد) سه بار ازدواج کرد.[۲۴]
- خانزاده سلطان (۱۶۰۹ استانبول – ۲۱ سپتامبر ۱۶۵۰ استانبول، در مقبره مصطفی یکم در ایاصوفیا دفن شد) دو بار ازدواج کرد.[۲۵]
- مراد چهارم، (۲۵ ژوئیه ۱۶۱۱ استانبول – ۸ فوریه ۱۶۴۰ استانبول در مقبره احمد یکم در مسجد آبی دفن شد)
- شاهزاده قاسم (۱۶۱۳ استانبول – اعدام ۱۷ فوریه ۱۶۳۸ استانبول در مقبره محمد سوم در ایاصوفیا دفن شد) به فرمان مراد چهارم اعدام شد.
- ابراهیم یکم (۵ نوامبر ۱۶۱۵ استانبول – ۱۸ اوت ۱۶۴۸ استانبول، در مقبره مصطفی یکم در ایاصوفیا دفن شد)

## آثار
کاروانسرای والده‌خان را در زمان مراد چهارم به دستور والده کوسم سلطان ساختند. هدف کوسم این بود که درآمد این کاروانسرا وقف مسجد چینی‌لی بشود که در اسکودار خودش ساخته بود. در کتاب حدیقه‌الجوامع اثر ایوان سرایی حسین افندی نوشته شده که مسجد چینی‌لی که آن را والده‌خان ساخته‌است، درآمدش براساس وقف کاروانسرای والده‌خان بوده‌است. کوسم سلطان هم چنین خیریه‌ای بزرگ برای کمک به یتیمان و نیازمندان راه اندازی کرده بود و هزینه‌های آن را با ثروت خود پرداخت می‌کرد.
یکی از آثار دیگری مسجدی است که به دستور کوشم سلطان درست شد، عاتیکه سلطان کوچک‌ترین دختر کوشم سلطان بود کوشم سلطان او را بسیار دوست داشت برای همین آن مسجد را برای او ساخت و نام آن مسجد را مسجد عاتیکه سلطان گذاشت

## در فرهنگ عامه
در سال ۲۰۱۵ سریالی به نام سده باشکوه: کوسم، بر اساس زندگی کوسم سلطان ساخته شده و در آن آناستازیا تسیلیمپو (بازیگر یونانی) نقش نوجوانی او و برن ساعات نقش جوانی وی و همچنین نورگول یشیلچای نقش میانسالی وی را ایفا کردند.
| خاصگی پیشین: صفیه سلطان | ماه‌پیکر سلطان دولتلو عصمتلو عالیت الشان حضرت خاصگی ماه‌پیکر سلطان خاصگی سلطان امپراتوری عثمانی ۱۶۰۵ – ۱۶۱۷ | خاصگی پسین: عایشه سلطان |

| والده پیشین: حلیمه سلطان | ماه‌پیکر سلطان دولتلو عصمتلو عالیت الشان حضرت والده کوسم سلطان والده سلطان امپراتوری عثمانی ۱۶۲۳ – ۱۶۴۸ | والده پسین: تورخان سلطان |